# 圆排列
數學中，特別是群論中，圆排列（英語：Cyclic permutation），又稱圆周排列、环状排列、循环排列，直觀地，是指从{\displaystyle n}个不同元素中选出{\displaystyle r}个元素排列成一个圆的形狀。

## 定義
圓排列並沒有統一的精確定義。有些作者對圓排列的定義是僅有一個輪換的排列。其他作者則使用更寬鬆的定義，允許不動點的存在。
例如排列
{\displaystyle {\begin{pmatrix}1&2&3&4&5&6&7&8\\4&2&7&6&5&8&1&3\end{pmatrix}}={\begin{pmatrix}1&4&6&8&3&7&2&5\\4&6&8&3&7&1&2&5\end{pmatrix}}}
有一個6-輪換和兩個1-輪換（不動點）。對上述較為寬鬆的定義，這個排列是圓排列，而對較嚴格的定義則不算。

## 计算公式
与一般的线性排列不同，圆排列由于首位元素相邻因此需要考虑由循环移位带来的相同排列，不考虑循环移位的排列数为P(n,r)，圆周上r个元素的循环移位数为r，故圆排列数为
{\displaystyle Q(n,r)={\frac {P(n,r)}{r}}={\frac {n!}{r\cdot (n-r)!}}}
特别地，n个元素的圆排列个数是(n-1)!，该结论也可以由波利亞計數定理得到。